# Troposfera

Capas de la atmósfera.

La troposfera o tropósfera es la capa de la atmósfera terrestre que está en contacto con la superficie de la Tierra.
Tiene alrededor de 14 km de espesor en el Ecuador terrestre y solo 9 km en los polos, y en ella ocurren todos los fenómenos meteorológicos que influyen en los seres vivos, como los vientos, la lluvia y la nieve. Además, concentra la mayor parte del oxígeno y del vapor de agua. En particular esta capa actúa como un regulador térmico del planeta; sin ella, las diferencias térmicas entre el día y la noche serían tan grandes que no podríamos sobrevivir. Es de vital importancia para los seres vivos. La tropósfera es la capa más delgada del conjunto de las capas de la atmósfera.
La temperatura en la tropósfera desciende a razón de aproximadamente 6,5 °C por kilómetro de altura, por encima de los 2000 metros de altura.